# التكية البكتاشية الألبانية الأمريكية
التكية البكتاشية الألبانية الأمريكية (الألبانية: Teqeja e Pare Bektashiane ne Amerike) هي تكية صوفية بكتاشية تقع في تايلور، في ميشيغان، في الولايات المتحدة. أسسها يد بابا رجب، وهو زعيم مجتمع بكتاشي هاجر إلى الولايات المتحدة من ألبانيا. وباعتبارها أول مبنى بكتاشي تم تأسيسه في الولايات المتحدة، تم تكريس التكية في 29 نيسان 1954.

## طالع أيضًا
- قائمة التكايا والأضرحة البكتاشية[الإنجليزية]
- المقر العالمي للبكتاشيين
- تاريخ الألبان الأميركيين في مترو ديترويت[الإنجليزية]
- الإسلام في مترو ديترويت
- قائمة المساجد في الولايات المتحدة[الإنجليزية]
- المركز الإسلامي في أمريكا